# Neoquernaspis unciformis
Neoquernaspis unciformis är en insektsart som beskrevs av Jiang och Chen 1984. Neoquernaspis unciformis ingår i släktet Neoquernaspis och familjen pansarsköldlöss. Inga underarter finns listade i Catalogue of Life.